# Vegard Sannes
Vegard Sannes (Kirkenes, 4 settembre 1976) è un ex calciatore norvegese, di ruolo difensore.

## Carriera

### Club
Sannes giocò nell'Alta dal 1995 al 2000. L'anno successivo fu infatti ingaggiato dal Bodø/Glimt, per cui esordì nella Tippeligaen il 16 aprile 2001, quando fu titolare nella sconfitta per 4-1 sul campo del Molde. Nel campionato 2005, la sua squadra retrocesse in Adeccoligaen, ma fu promossa nuovamente due anni più tardi.
Comunque sia, non giocò neppure un minuto nel campionato 2008, a causa di un infortunio al ginocchio. Così, il suo contratto non fu rinnovato e si svincolò a fine stagione. Sebbene fosse intenzionato a proseguire la carriera, il suo infortunio al ginocchio non glielo permise e lo costrinse quindi ad annunciare il ritiro dall'attività agonistica.